# 新坪悬棺墓群
新坪悬棺墓群，又称新坪巴人悬棺墓群，是位于中华人民共和国湖北省宜昌市夷陵区黄花镇新坪村的一处悬棺墓群，现为湖北省文物保护单位。

## 概述

### 鄂西悬棺葬
在湖北省西部的宜昌市及恩施州境内，广泛分布着悬棺葬墓群，这些悬棺的时代持续时间很长，自战国时代晚期至明清时期不等。鄂西是巴人的发源地，实行这种葬式的多为当时生活在这里的巴人。时至今日，鄂西存在的“仙人洞”、“箱子岩”、“柜子岩”地名皆是指代所处山崖上的悬棺葬。

### 新坪悬棺

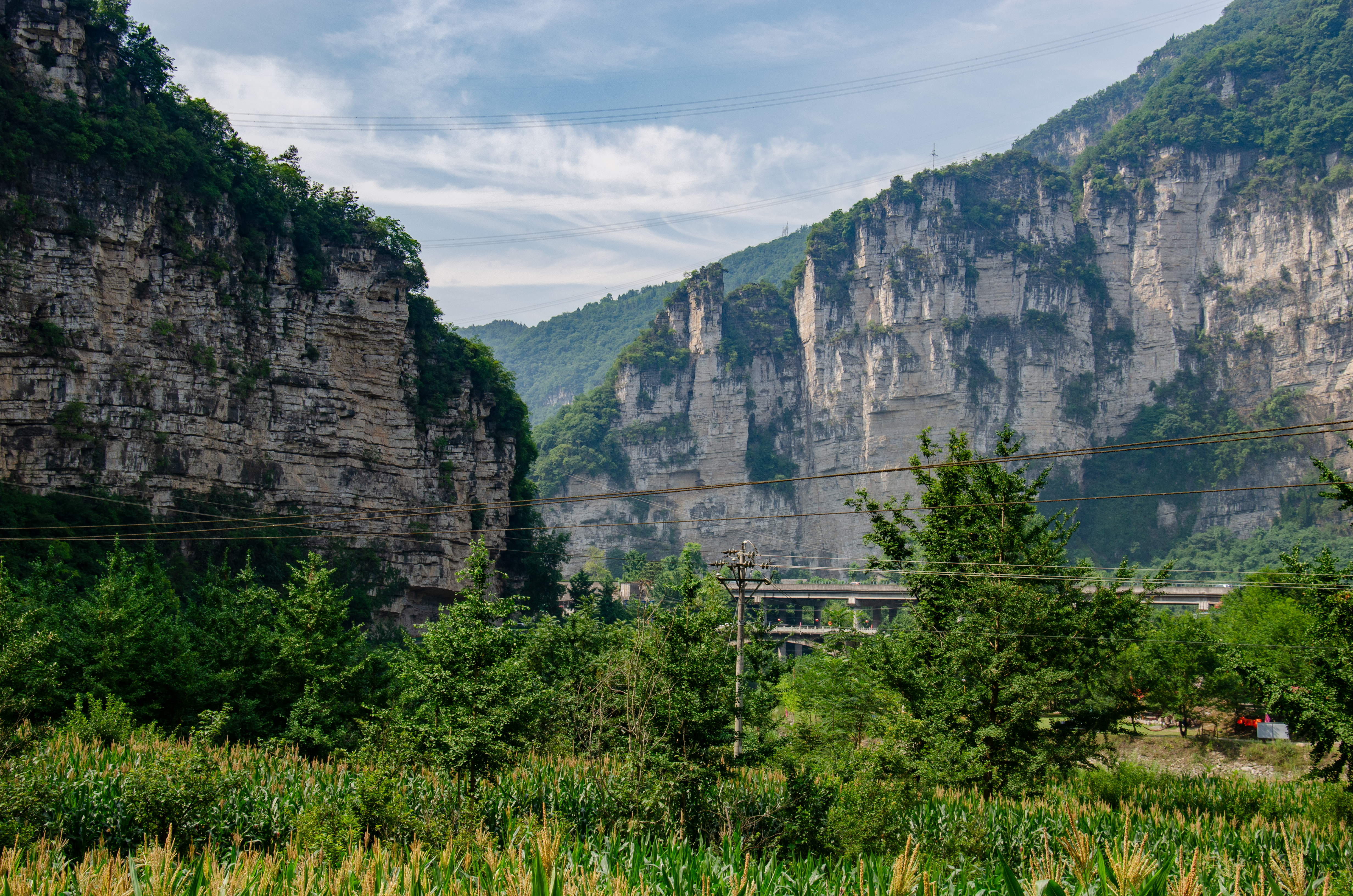
自川汉铁路夷陵段新坪涵洞（悬棺涵洞）望向悬棺方向

新坪悬棺位于黄花镇（原晓峰乡）新坪村，新坪村位于黄柏河西支所在的峡谷当中，黄柏河南岸有一山崖名“大棺木岩”或“棺材岩”，悬棺墓葬便位于大棺木岩距离地面约100米处。
1981年1月，舒之梅（后任湖北省博物馆馆长）对秭归县、宜昌县（今夷陵区）的悬棺做了一番考察。其当时听闻悬棺在1958年便被攀岩进洞者掀下20—30具，1979年又掀下2具。
据舒之梅对当地两位进洞者的采访介绍，该悬棺墓葬属于一种崖洞式悬棺葬式，即将棺木存放于崖洞中。洞有内外两层，皆有棺木，但两位进洞者没有去过内层。外层深与宽度皆为5—6米，高3—4米。内有棺木30余具，其中有一具棺木为重棺（套棺），体量较大，长2米、宽高皆为1米。其余棺木皆呈散乱堆垒状，在洞中堆放有2—3层，为猴子进洞所导致，棺木皆是由整根树木剐刨成，且上有棺盖，长2米，两端呈圆形，直径约0.6米，且没有涂漆。
棺木中有人骨，据进洞者称比今人更为高大，尸骨外先用粗麻布包裹，再包有一层篾席，最后再用篾条包扎入棺。
舒之梅在考察后在山崖下捡到被掀落的棺材板，并将其带回中国社会科学院考古研究所进行鉴定。社科院考古研究所对所发现的棺木进行放射性碳定年法检测后，认定时代距1980年代2270±80年，树轮年代校正为2275±90年，即时代约为公元前325年的战国中晚期左右。

## 研究
虽然有如上战国中晚期的鉴定结果，但舒之梅认为这个结果并不可靠。湖北省文物局在2002年8月对1号悬棺进行清理工作。清理调查后有如下收获与研究：
1. 新坪悬棺主要是以船型棺为主，但其特征不同于福建武夷山区及云贵川地区的船棺，而更类似明代以来鄂西三峡地区所流行的弧棺。
2. 1号悬棺中清理出来有垫尸体用的灰沙层与红高粱，这些习俗自宋以后至今流行于鄂西三峡地区。
3. 棺木及裹尸用的竹篾保存较好，当地曾有人拿裹尸的竹篾做过斗笠，也有人将棺木改作其他家具。

综合考古发现以及调查研究结论，宜昌博物馆认为新坪悬棺的年限不会早于宋代，下限可到明代初期。

## 文物保护
2002年11月7日，该悬棺墓群被湖北省人民政府公布为第四批湖北省文物保护单位。行政上由夷陵区文物管理所负责管理维护。
其保护范围为：新坪悬棺墓群及周围一定范围。以墓群洞中心（30°53′16.7″N 111°20′38.6″E / 30.887972°N 111.344056°E）为基点，向东、西面延伸12米，向南面延伸10米至岩崖上，向北面延伸3米至岩边。
其建设控制地带为：以保护范围为界，东面向外延伸80米至验票处，南面向外延伸至笔架山山顶，西面沿岩崖延伸50米，北面向外延伸100米至笔架山山脚。